# إريك دي روتشيلد
إريك دي روتشيلد (بالفرنسية: Éric de Rothschild) هو رائد أعمال فرنسي، ولد في 3 أكتوبر 1940 في نيويورك في الولايات المتحدة.